# 青霞女子
青霞女子（？—1644年4月25日），明朝崇禎帝末年居住在青霞居后宫女子的统称，姓氏没有记载。
青霞居是乾清宮之後的書斎。崇禎末年，国事多難，崇禎帝除了皇后和现有的妃嬪之外，不想纳新妃嬪。常選淑女，住在青霞居，称呼为「女子」。不想让她们生孩子，女子怀孕就让她们服用堕胎药。
崇禎十七年三月十八日（1644年4月24日），北京被李自成軍攻陷，崇禎帝逼迫周皇后自殺，亲手斬殺妃子、公主数人，夜半在煤山上吊自殺。次日，李自成大軍進入皇宮，青霞女子逃到乾清宮之乾西婢女居所，自焚而死。